# Grand Theft Auto Online
A Grand Theft Auto Online egy online többjátékos akció-kaland videójáték, amelyet a Rockstar North készített és a Rockstar Games adott ki. A játék a Grand Theft Auto V videójáték alapjain fekszik.
A videójáték először 2013. október elsején jelent meg PlayStation 3 és Xbox 360 konzolokra, majd 2014. november 18-án PlayStation 4 és Xbox One konzolra is. A játék PC-re 2015. április 14-én jelent meg. A PlayStation 4-re, Xbox One-ra és Windows-ra történő megjelenése egybeesett a Grand Theft Auto V-ével.
2015. március 10-től elérhető a GTA Online Heists, amelynek keretében nagyszabású rablásokat hajthatunk végre San Andreas szerte (The Fleeca Job, The Prison Break, The Humane Labs Raid, Series-A Funding, The Pacific Standard Job, The Doomsday Heist).[6]
2015. december 15-től elérhető az úgynevezett Executives and Other Criminals nevű DLC (kizárólag Xbox One-ra, PlayStation 4-re és PC-re), ahol már saját bűnszervezeteket építhetünk fel, vehetünk luxusjachtokat, vagy különféle erősen páncélozott, illetve felfegyverkezett limuzinokat és SUV-okat.
A 2016. január 28-án kiadott frissítés új Adversary módot adott Drop Zone néven és két új sportautót tartalmazott. A Be My Valentine frissítés február 10-én indult, és az előző Valentin-napi témájú frissítésben szereplő tartalom mellett új ruhákat, autókat és páros témájú Adversary módot adott hozzá. A március 15-én kiadott Lowriders: Custom Classics frissítés három személyre szabható autót adott hozzá új fegyverekkel, ruhákkal és egy Sumo nevű Ellenfél móddal. Június 7-én jelent meg a további kaland a pénzügyekben és a bűncselekményekben, és kiegészítette a végrehajtó irodákat és a raktárraktárakat, amelyek megvásárolhatók minden olyan játékos számára, aki egy szervezet része, valamint számos új, a szervezethez kapcsolódó missziót, kihívást, járművet, ruházati cikket, fegyvert mellékletek és az Ellenkező mód, amelyet kereskedési helyeknek neveznek. A július 12-én kiadott Cunning Stunts frissítés 13 új járművet és 16 kaszkadőr versenyt adott hozzá. 
Az október 4-én kiadott Bikers frissítés olyan motorkerékpár klubokat vezetett be, amelyek hasonlóan működnek, mint a szervezetek, és megvásárolható klubházakkal és vállalkozásokkal érkeznek, például hamis készpénzgyárakkal és gyomfarmokkal, valamint klubokkal kapcsolatos küldetésekkel, amelyeket Malc, egy karakter először adott bemutatta a Grand Theft Auto: The Lost and Damned c. A frissítés új kerékpárokat, motoros témájú fegyvereket, tetoválásokat, ruházati cikkeket, vállalkozásokat és Ellenfelek módot is felvett. A november 8-án megjelent Deadline egy új Adversary játékmódot adott hozzá a Disney Tron film franchise-jának fényciklus-versenyei alapján, különös tekintettel a 2010-es Tron: Legacy című filmre. December 13-án jelent meg az Import / Export és a Festive Surprise 2016 frissítések. Az előbbi a Finance and Felony frissítésének bővítéseként szolgál, és járműraktárakat, valamint új speciális járművekkel foglalkozó missziókat vezetett be, amelyek elérhetők minden olyan játékos számára, aki tagja a szervezeteknek. Utóbbi több karácsonyi témájú tartalmat adott hozzá a játékhoz.
A Cunning Stunts: Special Vehicle Circuit 2017. március 14-én jelent meg, és különleges jármű-kaszkadőr versenyeket és további 20 versenyt vezetett be. A Gunrunning frissítés június 13-án jelent meg, és megvásárolható földalatti bunkereket vezetett be, amelyeket a játékosok illegális fegyverkutatási, tárolási és gyártási létesítményekké alakíthatnak. Új járműveket is bemutatott, például páncélosokat és fegyveres terepjárókat, valamint a Mobil Műveleti Központot (MOC), amely új szintű testreszabást biztosít a fegyverek és járművek számára, valamint speciális küldetéseket, amelyek kedvezményeket kínálnak egyes járművek számára. a frissítésben szereplő járművek. Az augusztus 29-én kiadott Smuggler's Run frissítés megvásárolható hangárokat és a hozzájuk kapcsolódó új típusú, csempészettel járó üzleti tevékenységet hozott létre. A frissítés számos új repülőgépet is bevezetett, amelyek a játékos hangárjában tárolhatók, valamint egy új Ellenfél módot. A december 12-én kiadott Doomsday Heist frissítés visszatért a listához. Bár a frissítés csak egy lapátot tartalmaz, három részre oszlik, és mindegyik bonyolultabb, mint bármelyik eredeti vetítés. Ezektől eltérően ezeket a küldetéseket 2-4 játékosból álló csoportok játszhatják le, és földalatti volt katonai létesítmények megvásárlását igénylik, amelyek szintén szerepelnek a frissítésben. A Doomsday Heist emellett számos új ingatlant, valamint nagy mennyiségű katonai minőségű járművet és fegyvert adott hozzá, köztük az Avenger, egy nagy repülőgép, amely hasonlóan működik a MOC-hoz. Még ebben a hónapban visszatért az Ünnepi meglepetés frissítés, új ünnepi témájú elemekkel, amelyek megvásárolhatók.
A 2018. március 20-án megjelent Southern San Andreas Super Sport sorozat új versenyeket, járműveket és játékmódokat vezetett be. Az After Hours frissítés július 24-én jelent meg, és új éjszakai élethez kapcsolódó vállalkozást hozott létre. "Grand" Tony Prince mellett, aki visszatér a Grand Theft Auto: The Ballad of Gay Tony játékostól, a játékos megvásárolhat egy elhagyott raktárt és átalakíthatja azt egy sikeres szórakozóhelygé, mielőtt különféle küldetésekbe kezdene népszerűségének növelése érdekében, amelyek közül néhány a való élet DJ-i Solomun, Tale Of Us, Dixon és The Black Madonna fellépői, akiket a játékos éjszakai klubjába lehet bérelni. A raktár többi része tárolóként használható a játékos egyéb vállalkozásai számára. A frissítés új fegyvereket és járműveket is bemutatott, köztük a Terrorbyte, egy MOC által inspirált járművet, amely felhasználható a játékos vállalkozásának irányításához és az új speciális küldetésekhez való hozzáféréshez. 
A december 11-én kiadott Arena War frissítés új bontási derbi témájú Ellenállási módokat vezetett be a város Maze Bank Arénájában, amelyek erősen páncélozott, Mad Max ihletésű járműveket tartalmaznak, amelyek ezen üzemmódokon kívül is megvásárolhatók. Miután a játékosok vásárolnak egy garázst az Arénában, az "Ellenfél" módban való részvételből "Aréna pontokat" szerezhetnek, amelyek felhasználhatók karakterük és járműveik speciális kozmetikumok kinyitására is.
A Diamond Casino & Resort 2019. július 23-án kiadott frissítése bevezette a  kaszinót, ahol a játékosok különféle szerencsejáték-minijátékokkal foglalkozhatnak, és megvásárolhatnak egy tetszés szerint testre szabható lakást. Új járműveket, ruházati cikkeket, kapcsolattartó missziókat és egyéb kaszinóval kapcsolatos tevékenységeket is felvett. A kaszinókkal kapcsolatos vásárlások zöme chipeken keresztül történik, ami egy új játékon belüli pénznem.  A játékon belüli szerencsejáték bizonyos régiókban, köztük néhány amerikai államban, az eltérő törvények és előírások miatt nem elérhető.  A Diamond Casino Heist, amelyet 2019. december 12-én adtak ki, új felvételt adott a heistákról, emlékeztetve a sztori módból származóakra. A frissítésben szereplő heist feloldásához a játékosoknak vásárolniuk kell egy játéktermet a San Andreas egyik lehetséges helyszínén, amelyet aztán testre szabhatnak és kibővíthetnek új arcade játékokkal, valamint a játékosok egyéb vállalkozásához kapcsolódó frissítésekkel. A frissítés 20 új járművet, két fegyvert, számos ruházati cikket és egy Danny Brown és Skepta rapper által kurált játékon belüli rádiót, valamint régi és új ünnepi témájú tárgyakat is bemutatott.
A Gerald's Last Play egy hat együttműködési misszió, amelyeket Gerald adott, és amelyeket 2020. április 23-án adtak hozzá a The Diamond Casino Heist frissítés folytatásaként.  Augusztus 11-én jelent meg a Los Santos nyári különleges frissítése, amely új kapcsolattartó missziókat adott hozzá a Galaxy Super Yachts-hoz (megvásárolható a 2015. decemberi frissítési vezetők és más bűnözők számára), valamint új járművekkel, Ellenfelek módokkal és versenypályákkal. A Cayo Perico Heist, amelyet december 15-én terveznek kiadni, hozzá fog adni egy új, a kábítószer-kartell által ellenőrzött trópusi Cayo Perico-t San Andreas-tól nyílt szigetet a játékhoz. A sziget teljes körűen felfedezhető lesz, és több partihelyet biztosít a játékosok számára, míg a heist magában foglalja a lehetőséget arra, hogy egyedül végrehajtsák, és fel kell oldani egy tengeralattjáró-központ vásárlását. A frissítés új járműveket, fegyvereket és rádióállomásokat is tartalmazni fog.
2021 Július 20-án megérkező Los Santos Tuners rengeteg járművet és pénz rablást avagy szerzést hozott a játékba, ezzel együtt egy olyan garázst is amelyet a saját játékos birtokolhat és testre szabhatja azt. + Új karakterekkel, új opciókkal. Illetve a kiadás után a letölthető tartalom bónuszokat is tartalmazott, aki végigviszi.
A "The Contract" a játék frissítés pedig magával hoz szintén rengeteg járművet, és karaktereket, illetve a Grand Theft Auto V univerzumából is hoznak elő karaktereket. A járművekre újabb eszközök és tuningolási opciót is hozzáadtak, ami megkönnyebbíti a játékmenetet. A frissítés lehetővé teszi hogy a főszereplő saját ügynökséget hozzon létre, aminek a feladataiért pénz jutalom jár. És a letölthető tartalom új fegyver(eke)t is hozott be a játékhoz, küldetéseikben játszhatunk az új bejött frissített karakterekkel amik a Grand Theft Auto V élményét hozza vissza a játékosok számára. A Frissítés 2021. December 15-én jelent meg elérhető frissítésként a játékhoz.
A 2022 December 13-án bekerülő Los Santos Drug Wars frissítés új bandát hozott be a játékba, amik szintén megkönnyebbíthetik a főszereplő dolgait, a frissítés szintén ez is tartalmaz First Dose és Last Dose küldetéseket amelyeket a Grand Theft Auto V történeteiről próbálták külön észrevehetetlenül lemintázni. A főszereplő maga a játékos hozzá férhet a banda épületébe ahol küldetéseket ajánlanak fel a First Dose küldetései után, és a fegyverek is módosíthatok odabent. Karácsony alkalmából a Snowman Collectibles része a játék 25 hóembert rejtett el a pályán, aki mindet megtalálta és lerombolta őket az egy hó ember öltözetben jutalmazódott meg. A frissítés később Taxi Work hozzáadásával a főszereplők Taxit vehetnek maguknak, vagy a taxi állomáson igényelhetnek taxit amivel embereket szállíthatnak ki a megadott helyszínekre amikkel pénzt nyerhetnek. Még később a fegyver szállító teherautó került be a játékba, ami minden nap 24 órában más helyre kerül, a főszereplő olyan fegyvereket vagy páncélt stb...-t vehet magának amiket esetleg máshol pl: egy fegyverboltban nem tudna.